# Anse-à-Pitre
Anse-à-Pitre (Haïtiaans-Creools: Ansapit) is een gemeente in Haïti met 30.000 inwoners. De plaats ligt op de grens met de Dominicaanse Republiek, in de buurt van Pedernales, 80 km ten zuidoosten van de hoofdstad Port-au-Prince. De gemeente maakt deel uit van het arrondissement Belle-Anse in het departement Sud-Est.
Er wordt hout gewonnen, en er is een vissershaven.
In oktober 1955 werd Anse-à-Pitre bijna volledig verwoest door de orkaan Kathie.

## Indeling
De gemeente bestaat uit de volgende sections communales:
| Nr. | Naam             | Km²    | Inw.2015 |
| --- | ---------------- | ------ | -------- |
| 1   | Boucan Guillaume | 125,61 | 17.098   |
| 2   | Bois d'Orme      | 59,58  | 13.048   |